# Rudolf-von-Bennigsen-Stiftung

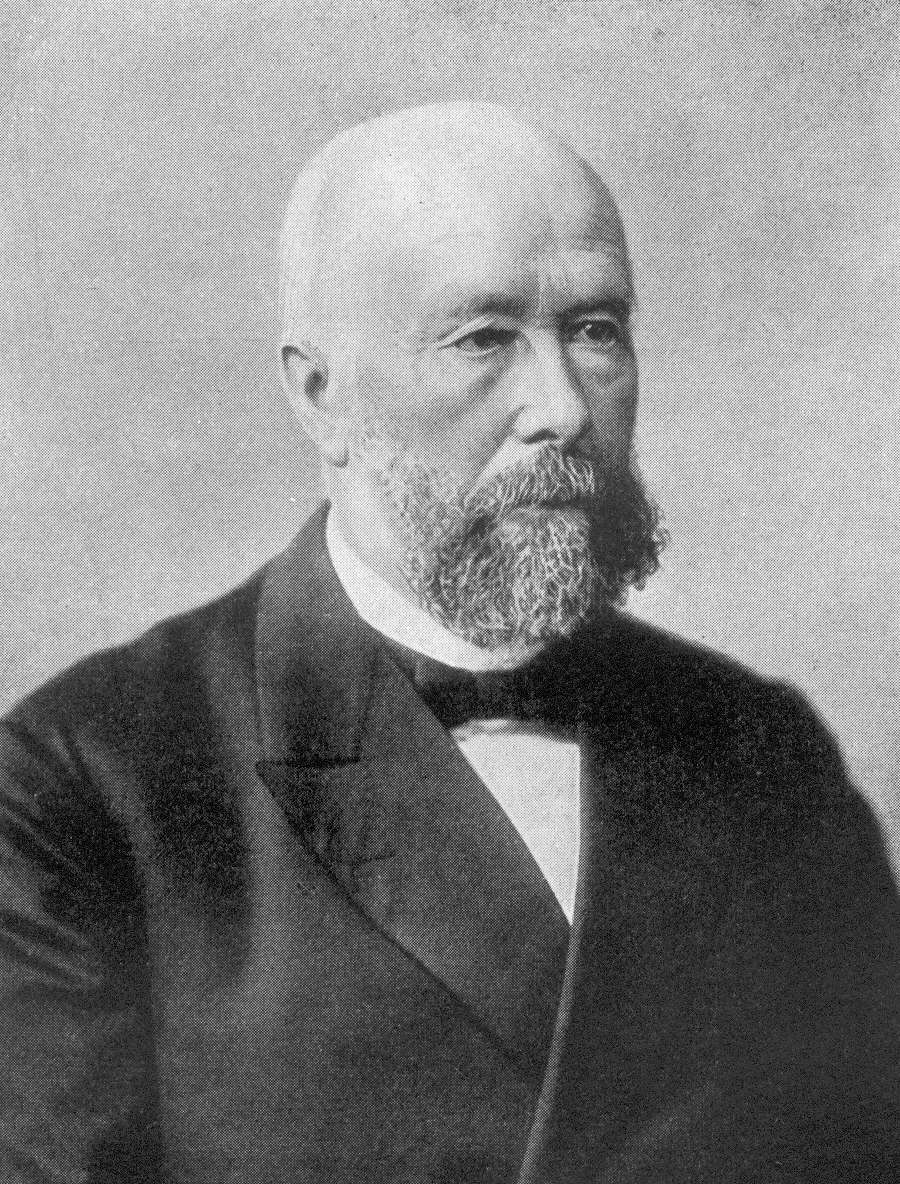
Rudolf v. Bennigsen (1900)

Die Rudolf-von-Bennigsen-Stiftung ist eine der Freien Demokratischen Partei (FDP) nahestehende Stiftung in Niedersachsen mit Sitz in Hannover.

## Gründung und erste Jahre
Die Rudolf-von-Bennigsen-Stiftung wurde 1980 gegründet und nach dem liberalen Politiker Rudolf von Bennigsen benannt. Benningsens Vorstellungen über die gestaltende Kraft des politischen Liberalismus zu vermitteln, zählte bei ihrer Gründung zu den Absichten der neuen Stiftung. Zu den Gründern zählten Torsten Wolfgramm, Erich Küpker  und Walter Hirche. Ihr operatives Geschäft nahm die Stiftung im Folgejahr auf. 1984 war Friedrich Wendig Vorsitzender des Kuratoriums, dem unter anderem der Manager Rudolf von Bennigsen-Foerder angehörte. Den vom Kuratorium gewählten Vorstand leitete damals Christian Wolff.

## Zweck
Die Stiftung ist als Bildungseinrichtung im Bundesland Niedersachsen tätig und trägt auf überparteilicher Grundlage zur Förderung von Demokratie und Liberalismus bei. Aus diesem Grund führt sie regelmäßig Veranstaltungen durch, seit 2001 häufig in vertraglich geregelter Kooperation mit der Friedrich-Naumann-Stiftung für die Freiheit bzw. deren Länderbüro Niedersachsen-Bremen.

## Veranstaltungen
Die Stiftung richtet ungefähr zweihundert Vortrags-, Diskussions- und Seminarveranstaltungen im Jahr aus. Das Themenangebot reicht von der Europa-, über die Bundes- und Landespolitik bis zur Kommunalpolitik, es geht um Demokratie, Liberalismus und Landesgeschichte. Diese Veranstaltungen werden häufig ehrenamtlich organisiert.
Die Themen sind breit gestreut. Zu ihnen zählten beispielsweise Fragen der sicheren Energieversorgung, der Nationalpark Wattenmeer, Jugendpolitik, Aspekte der Agrarreform, Interessenkonflikte in Flussauen, regionale Wirtschaftsförderung und -politik, maritime Sicherheitspolitik der NATO, Folgen des demografischen Wandels, Anforderungen an Landwirtschaft und Tierhaltung, die Entwicklung des innerstädtischen Einzelhandels, Windenergie, die Situation mittelständischer Unternehmer, die Gründerkultur in Deutschland, die Zukunft der Medien in einer liberalen Demokratie und die Relevanz der freien Medien oder historisch-politische Stadtrundgänge.
Die Stiftung organisiert außerdem Veranstaltungen mit explizit historischen Bezügen. Zu diesen zählen beispielsweise 1997 Gespräche von Schülern mit Carlotta Marchand, die als Jüdin in den Niederlanden den Holocaust überlebte, eine Gedenkveranstaltung zu Theodor Tantzen oder eine solche zu Claus Schenk Graf von Stauffenberg. Zusammen mit der Friedrich-Naumann-Stiftung präsentierte die Stiftung 2020 in der Villa Seligmann eine Ausstellung über Anne Frank.

## Publikationen
Die Rudolf-von-Bennigsen-Stiftung war von 1985 bis 1996 Herausgeber der 26 Bände umfassenden monografischen Reihe Texte, für die unter anderem Rafael Seligmann, Michael Wolffsohn, Rudolf Adam, Jörg-Detlef Kühne, Clemens Geißler, Walter Hirche und Eberhard Hamer als Autoren tätig waren. Ebenfalls Bestandteil der Reihe waren die Konferenzschriften der Bonner Fachgespräche. Zahlreiche weitere Werke erschienen im stiftungseigenen Verlag.

## Organisation
Die Gesellschaft der Freunde der Rudolf von Bennigsen-Stiftung e. V. unterstützt als Förderverein die Arbeit der Stiftung. Die Stiftung besitzt einen Vorstand und ein Kuratorium. Vorstandsvorsitzender der Stiftung ist Patrick Döring. Vorsitzender des Kuratoriums ist Walter Hirche.